# Aikichi Kuboyama
Aikichi Kuboyama (Yaizu, 1914 – Yaizu, 23 settembre 1954) è stato un marconista giapponese, radiotelegrafista sulla Daigo Fukuryu Maru, il Drago porta-fortuna, una nave giapponese adibita alla pesca del tonno, vittima delle radiazioni provocate da un esperimento nucleare statunitense (Castle Bravo) di una bomba all'idrogeno presso l'Atollo di Bikini.

## Isole Midway

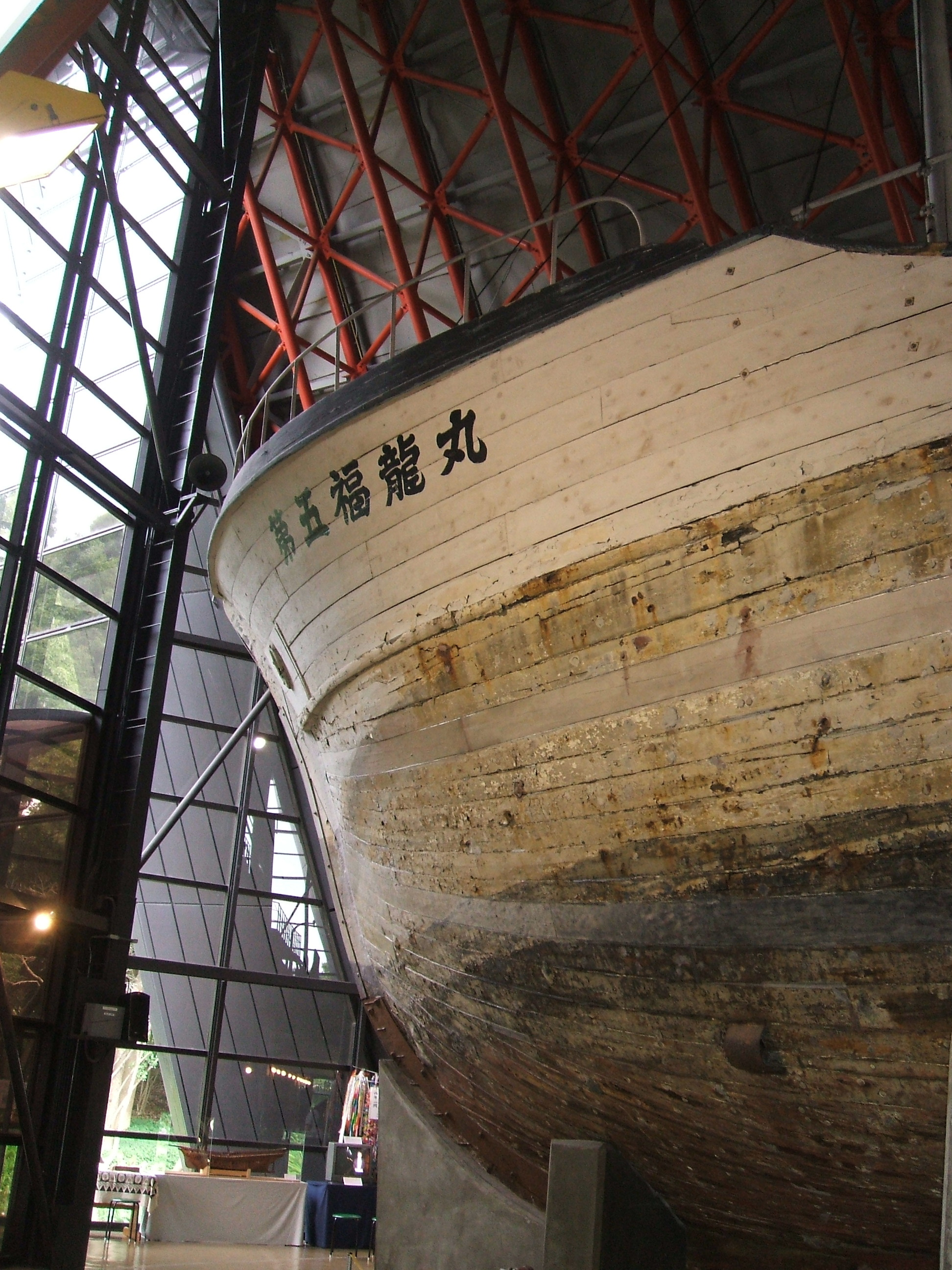
La Daigo Fukuryu Maru in mostra a Tokyo

Il 22 gennaio  1954 Kuboyama uscì dal porto di Yaizu con la Daigo Fukuryu Maru verso mezzogiorno, per andare a pescare il tonno. Egli, insieme all'equipaggio della nave,  composto da ventitré marinai, credeva di dirigersi a sud, verso le Isole Salomone, come era stato detto in precedenza, ma il capo-pesca Misaki e l'armatore Nishikawa stabilirono che la destinazione della prossima pesca fosse vicino all'Atollo di Midway, luogo in cui altri pescherecci avevano catturato molti tonni. Kuboyama espresse dei dubbi sulla resistenza del battello alle possibili tempeste presso le Midway, il capo-meccanico Yamamoto disse che si potevano verificare danni al motore, ma Misaki rimase fermo nel suo proposito.

## Inizio della pesca al tonno
Molto prima dell'alba del 7 febbraio i marinai cominciarono a lanciare le lenze; la Daigo Fukuryu Maru  navigava a una velocità di sette nodi. Nei grossi ami  di acciaio furono messi maccarelli lunghi venti centimetri; a una estremità della lenza fu attaccata una boa luminosa e, ogni trecento metri, erano state messe boe verdi munite di bambù con bandierina. Quattro ore più tardi era già sistemato tutto, e si era formata una linea che si distendeva per circa cinquanta chilometri dalla Daigo Fukuryu Maru; questa linea formava, alla profondità di sessanta metri sotto la superficie del mare, un insieme di festoni sospesi a trecento boe, con più di millecinquecento ami. Dopo tredici ore di lavoro, la pesca si concluse con un bottino di soli quindici tonni e quindi non fu molto fruttuosa: l'equipaggio espresse il suo malcontento, con rimproveri a Misaki. Dopo altri tentativi andati a vuoto, il battello fu diretto verso il sud, nella direzione delle isole Marshall.

## Primo marzo 1954
Alle tre del mattino del 1º marzo si ricominciò a pescare, il motore del battello fu arrestato e la Daigo Fukuryu Maru andò alla deriva sul mare. Alcuni marinai dormivano, altri stavano preparando la colazione. Chi si trovava sul ponte vide un'improvvisa illuminazione all'orizzonte, a ovest: un lampo di luce bianca-giallastra che divenne poi arancione. Gli uomini, nello stupore, pensarono di aver assistito a un Pika-don, lampo–tuono, parola usata in seguito al bombardamento di Hiroshima, ma essi non ne erano convinti perché mancava la forma a fungo. Sette minuti dopo l'apparizione del lampo ci fu una violenta scossa e poi seguirono due detonazioni, poi tornò la calma. Kuboyama fece un calcolo, fondato sul tempo trascorso tra il momento in cui si era visto il lampo e l'arrivo dell'onda sonora che aveva scosso la Daigo Fukuryu Maru e concluse che la loro posizione era a circa 140 chilometri dal posto in cui si era prodotto il lampo. Guardando le carte, si vide che a 135 chilometri di distanza c'era l'Atollo di Bikini.

## Primi sintomi di malessere
Le lenze furono allora ritirate ma, nel frattempo, nel cielo si era formata una strana nebbia, quindi una fine pioggia di fiocchi biancastri, che costringeva i pescatori a stropicciarsi gli occhi, il naso, la bocca, i capelli. Kuboyama assaggiò un fiocco di questa cenere, che non aveva alcun sapore né odore; sul ponte era molto spessa e su di essa restavano le orme dei passi dei marinai. Quando la caduta dei fiocchi cessò, la Daigo Fukuryu Maru prese la via del ritorno, i marinai però cominciavano a sentirsi male, avvertendo prurito, nausea, mancanza d'appetito, debolezza generale, diarrea, lacrimazioni, caduta di capelli. Un marinaio raccolse un pizzico di quella polvere bianca in un foglio di carta e la dette a Kuboyama. Il radiotelegrafista notò il biancore di questa polvere, simile a quello del corallo di un atollo e la conservò  per farla esaminare al suo ritorno a Yaizu, mettendo questo pacchetto sotto il proprio guanciale, sul quale dormì per tutte le notti, prima di arrivare a Yaizu. Kuboyama si ricordò che, dopo gli attacchi ad Hiroshima e a Nagasaki con la bomba atomica, uno dei sintomi della malattia da radiazioni era stata la perdita dei capelli.

## Controlli medici
La Daigo Fukuryu Maru arrivò ad Yaizu il giorno di domenica 14 marzo; Kuboyama non andò subito in ospedale ma, dopo aver depositato il materiale della radio presso un amico, andò a casa sua, col volto coperto, per non far vedere il colore scuro della sua pelle. Intanto due pescatori furono inviati a Tokio presso uno specialista di malattie atomiche: il medico si accorse della loro radioattività non appena avvicinò un contatore Geiger alla testa di uno di essi. Quindi alcuni medici si spostarono a Yaizu per controllare anche gli altri pescatori e, col contatore Geiger, udirono il ticchettio che indicava la radioattività. I ventitré pescatori furono ricoverati in due ospedali a Tokio e, dopo qualche settimana, il numero dei loro globuli bianchi diminuiva in maniera impressionante. Verso la fine di giugno alcuni di essi furono colpiti dall'itterizia. Kuboyama Aikichi, dopo una iniziale ripresa, che gli permise il 5 agosto di essere il portavoce dell'equipaggio in una conferenza stampa, cominciò a peggiorare e il 20 settembre disse: «Io sento come se il mio corpo fosse stato bruciato dall'elettricità. Devo essere attraversato da una linea ad alta tensione».

## Morte
Kuboyama morì il 23 settembre 1954, a causa della sindrome acuta da radiazioni. La sua morte fu annunciata alla folla radunata fuori dall'ospedale e poi la radio e la televisione interruppero le trasmissioni per comunicare la notizia. Anche le navi che si trovavano lontane migliaia di miglia in mare, mandarono messaggi. L'ambasciatore degli Stati Uniti d'America inviò alla signora Kuboyama una lettera di condoglianze e un assegno di un milione di yen. Il corpo di Kuboyama fu cremato, le ceneri furono poste in un'urna che fu collocata in una tomba di marmo, sul fianco della montagna vicina a Yaizu, sua città natale. Alla fine della cerimonia duecento studenti cantarono Una bomba senza perdono e fu lanciata una ventina di colombi bianchi.

## Un epitaffio musicale
Il compositore tedesco Herbert Eimert ha dedicato alla memoria di Kuboyama una serie di sei studi per voce recitante e suoni elettronici, intitolata Epitaph für Aikichi Kuboyama (1960-1962).